# Raiven
Raiven, de son vrai nom Sara Briški Cirman, est une autrice-compositrice-interprète, harpiste et chanteuse mezzo-soprano slovène née le 26 avril 1996.

Révélée auprès du public slovène en 2016 lors de sa tentative de participation au Concours Eurovision de la chanson, c'est en 2024 qu'elle y parvient, défendant sa chanson Veronika à Malmö en Suède,.

## Jeunesse et débuts
Sara Briški Cirman naît en 1996 et grandit à Ljubljana, capitale de la Slovénie. C'est à l'âge de quatre ans qu'elle s'initie à la musique, en s'inscrivant à la Glasbena Matica de Ljubljana. Entre 2002 et 2011, elle prend des cours de harpe à l'école de musique de la ville. Elle a ensuite fréquenté le conservatoire musical de Maribor, où elle s'est spécialisée en harpe, chant et jazz.

C'est en 2014 que Sara commence à se produire en tant que chanteuse, sous son nom de scène Raiven, en sortant son premier single, Jadra, suivi en 2015 de son deuxième single, intitulé Bežim.

## Depuis 2016: Eurovision
Entre 2016 et 2019, Raiven participe à trois reprises à EMA, la sélection nationale slovène pour le Concours Eurovision de la chanson.
Sa première participation, en 2016, avec sa chanson Črno bel, se solde par une deuxième place face à ManuElla, qui la bat de justesse à l'issue du second tour de vote.

Lors de sa deuxième participation, en 2017, avec sa chanson Zažarim, elle termine troisième.

Elle participe une troisième fois en 2019 avec son titre Kaos, et est à nouveau battue à l'issue du second tour, cette fois par zalagasper.

Entre-temps, lors de l'édition 2018, elle occupe la position de membre du jury de la demi-finale et de co-animatrice de la finale.

### Eurovision 2024
Le 12 décembre 2023, Raiven est annoncée par RTVSLO comme étant la représentante slovène pour le Concours Eurovision de la chanson 2024, qui se déroulera à Malmö en Suède. Sa chanson, intitulée Veronika en hommage à Veronika de Desenice, sort le 20 janvier 2024 et est interprétée en slovène,.
Elle réussit à se qualifier lors de la première demi-finale le 7 mai, lui permettant de participer à la finale le 11 mai 2024.
Lors de la finale, elle termine à la 23ème place, avec 27 points collectés.

## Discographie

### Albums studio
- 2017: Magenta

### EP
- 2019: R.E.M.
- 2024: Sirene

### Singles
- 2014: Jadra
- 2015: Bežim
- 2016: Črno Bel
- 2016: Nov planet
- 2017: Zažarim
- 2019: Kaos
- 2019: Širni Ocean
- 2019: Kralj Babilona
- 2019: Ti
- 2021: Volkovi
- 2023: Ikona